# BR24live
BR24live ist eine Dachmarke für mehrere medienübergreifende Informationsangebote des Bayerischen Rundfunks und bietet aktuelle Nachrichten und Hintergründe im Livestream. Es wird über eine App, eine eigene Website, über Soziale Netzwerke und die BR-Mediathek bereitgestellt. Gleichzeitig ist BR24live ein 24-Stunden-DAB+-Programm des Nachrichtenprogramms BR24. Bis Oktober 2007 war das Hörfunkprogramm als B5+ und bis 30. Juni 2021 B5 plus bekannt.

## Hörfunkprogramm
Das Hörfunkprogramm von BR24live unterscheidet sich von dem Programm von BR24, wenn beispielsweise Parlamentsdebatten aus dem Deutschen Bundestag sowie aus dem Bayerischen Landtag direkt übertragen werden. Auch ausgewählte Sportereignisse, wie wichtige Fußballspiele in der UEFA Champions League, werden dort in voller Länge ausgestrahlt, wenn diese nicht oder nur in Ausschnitten im Programm von BR24 übertragen werden.
Senderlogos:

Logo bis Oktober 2007
Logo bis 30. Juni 2021
Logo bis 2024
Aktuelles Logo

## Video-Livestream im Web
BR24live im Web berichtet über aktuelle Nachrichten, Pressekonferenzen und politische sowie gesellschaftliche Debatten. Es gibt kein festes Programm für die Livestreams, da sie sich an der aktuellen Nachrichtenlage orientieren. Das Sendeformat stellt die Zuschauerinnen und Zuschauer mit ihren Fragen und Kommentaren in den Vordergrund. Der Videostream von BR24live wird parallel auf unterschiedlichen digitalen Plattformen des Bayerischen Rundfunks ausgestrahlt.

## Hintergrund
Seit der Aufschaltung der Jugendwelle des BR (Bavarian Open Radio) im Oktober 2007 auf seine Mittelwellenfrequenzen finden dort keine Live-Übertragungen von Sportereignissen und Parlamentsdebatten mehr statt, die zuvor auf diesen Frequenzen die Ausstrahlung von Bayern 1 unterbrachen. Um diese jedoch weiterhin – auch unter Inkaufnahme einer verringerten Reichweite – auszustrahlen, wurde das Programm B5 plus ins Leben gerufen. Am 28. Juni 2021 gab der Bayerische Rundfunk bekannt, dass B5 plus zum 1. Juli 2021 in BR24live umbenannt wird.

## Einstellung 2027
Im Zuge der von der Politik geforderten Reduzierung der ARD-Radiosender im Rahmen des Reformstaatsvertrags kündigte der Bayerische Rundfunk im Juli 2025 an, BR24live zum Jahr 2027 einzustellen. Ebenfalls betroffen sind Puls, BR Schlager und BR Verkehr.

## Empfang
Das Radioprogramm von BR24live kann nur Digital empfangen werden. Über DAB+ kann BR24live im bayernweiten DAB+ Netz des Bayerischen Rundfunks empfangen werden. Das DAB+ Bouquet des Bayerischen Rundfunk wird im Gleichwellennetz bayernweit betrieben (Band III, Block 11D). Zu empfangen ist BR24live des Weiteren via Satellit auf Astra 19.2 im Standard DVB-S (ASTRA 1M, Transponder 93, Downlinkfrequenz 12.266 GHz, horizontale Polarisation, Symbolrate 27,500 MS/s, BR24live PID 181 mono). Ein Empfang via Internet-Stream ist ebenfalls möglich. Der Sender war auch im Astra Digital Radio vertreten.